# Feuerwehr Koblenz
Die Feuerwehr Koblenz ist eine Feuerwehr in Rheinland-Pfalz und besteht aus der Berufsfeuerwehr, aus zehn Einheiten der Freiwilligen Feuerwehr und einer Jugendfeuerwehr mit mehreren Gruppen.
Eine Berufsfeuerwehr wurde in Koblenz erstmals im Jahr 1910 aufgestellt und ist heute eine von sechs Berufsfeuerwehren in Rheinland-Pfalz. Sie ist auf drei Wachen stationiert, der Hauptfeuerwache oder Wache 1 im Stadtteil Koblenz-Rauental, der Wache 2 in Koblenz-Niederberg sowie der Wache 3 im Stadtteil Koblenz-Bubenheim.
Amtsleiter der Branddirektion Koblenz ist seit 2016 der Leitende Branddirektor Meik Maxeiner.

## Geschichte

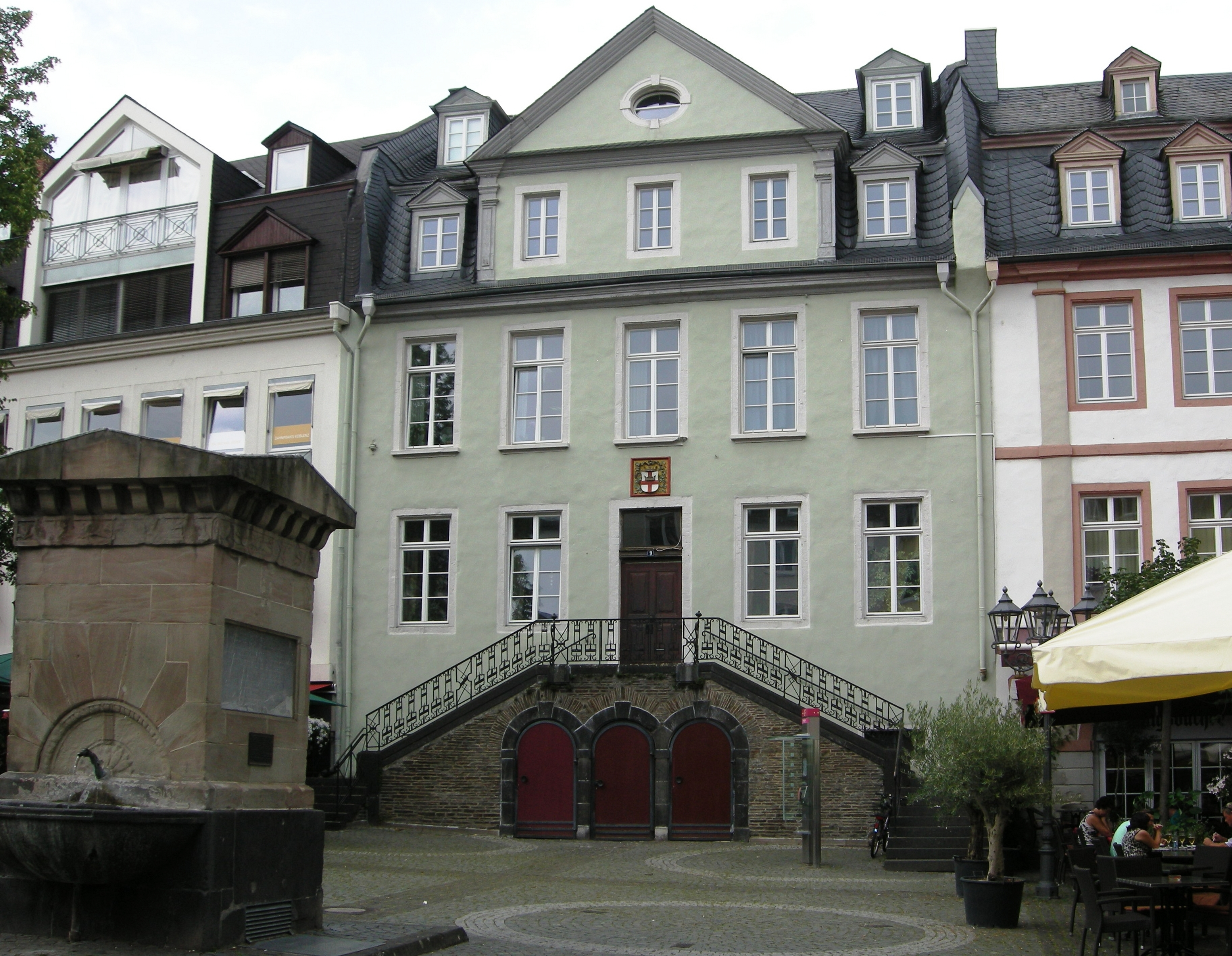
Ehemaliges Rathaus, das zwischen 1911 und 1973 einen Teil der Feuerwehr beheimatete

Der Verhütung eines Feuerbrandes dienten bereits im 18. Jahrhundert die ersten Anordnungen in Textform im Kurfürstentum Trier vom 9. Mai 1721, die durch die Gesamtverordnung vom 27. November 1783 wesentlich ergänzt und präzisiert wurden.
Die Freiwillige Feuerwehr Koblenz wurde am 8. Mai 1873 gegründet. Vorher hatte eine sogenannte Gemeinde-Feuerwehr bestanden. Im Jahr 1910 wurde die Feuerwehr um die Berufsfeuerwehr erweitert, bestehend aus einem Führer und zehn Mann. Insgesamt bestand die Koblenzer Feuerwehr zu dieser Zeit aus 82 Mann (1 Branddirektor, 1 Oberbrandmeister, 3 Brandmeister, 6 Abteilungsführern und 3 Züge).
Das Hauptdepot befand sich in den Jahren 1911 bis 1973 in der Altstadt im ehemaligen Rathaus und im benachbarten ehemaligen Schulgebäude Am Plan, mit Nebendepots in der Schenkendorfstraße, in Lützel, Neuendorf und Moselweiß. Dazu gab es seit dem Jahr 1889 auf Ratsbeschluss eine Wasserwehr für Hilfseinsätze bei Hochwasser.
Im August 2017 gab der Koblenzer Oberbürgermeister Joachim Hofmann-Göttig bekannt, dass aufgrund der demographischen sowie der verkehrstechnischen Entwicklung ein Ausbau der Berufsfeuerwehr notwendig würde. Hierzu sollte ein zweistelliger Millionenbetrag investiert und die Zahl der Beschäftigten auf 150 erhöht werden. Unter anderem wurden zwei neue Berufsfeuerwehrwachen, in Niederberg und in Bubenheim, geplant. Die Wache in Niederberg wurde im Herbst 2021 in Betrieb genommen, die in Bubenheim wurde zum 1. Oktober 2023 in Dienst gestellt. Zusammen mit der Hauptwache im Rauental bestehen somit drei Wachbezirke, denen jeweils ergänzend Einheiten der Freiwilligen Feuerwehr zugeordnet sind.

## Aufgabenbereiche
Innerhalb der Stadtverwaltung Koblenz bildet die Feuerwehr das Amt für Brand- und Katastrophenschutz (Amt 37). Die Aufgaben der Koblenzer Feuerwehr nach dem Landesbrand- und -katastrophenschutzgesetz (LBKG) untergliedern sich wie folgt:
- Abwehrender Brandschutz
- Vorbeugender Brand- und Gefahrenschutz
- Allgemeine Hilfe durch die Feuerwehr Koblenz
- Katastrophenschutz einschließlich Hochwasserschutz Koblenz
- Zivilschutz

Das Amt hat die Verantwortung für den Einsatz der Einheiten von Berufsfeuerwehr, Freiwilliger Feuerwehr, Jugendfeuerwehr, Katastrophenschutz (Sanitätsdienst, Wasserrettung) sowie den engen Kontakt zum Technischen Hilfswerk (THW).
Der medizinische Rettungsdienst wird in Koblenz nicht von der Feuerwehr wahrgenommen.

## Berufsfeuerwehr

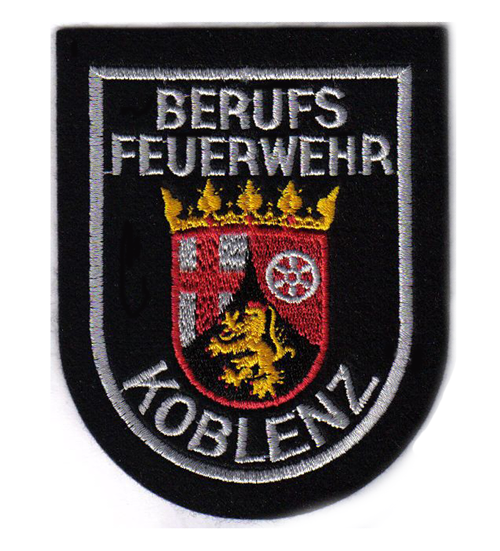
Ärmelabzeichen BF Koblenz alter Art

Das Personal besteht aus 117 Mitarbeitern, von denen 85 als feuerwehrtechnische Beamte im Einsatzdienst und 12 in der Integrierten Leitstelle tätig sind. Der Einsatzdienst ist in drei Wachabteilungen unterteilt. Hinzu kommen 17 Beamte des Führungsdienstes (A-Dienst und B-Dienst) sowie 7 Mitarbeiter in der Verwaltung.
Der erste Löschzug wird mit 16 Feuerwehrleuten besetzt, 2 weitere Beamte stehen für den Einsatz von Sonderfahrzeugen zur Verfügung. Ein gegebenenfalls notwendiger zweiter Löschzug wird aus den Kräften der Freiwilligen Feuerwehr ergänzt.
Der erste Löschzug setzt sich aus folgenden Fahrzeugen zusammen:
- Einsatzleitwagen
- zwei Hilfeleistungslöschgruppenfahrzeuge
- Drehleiter mit Korb 23/12

### Wachbezirke
Es gibt drei Wachbezirke mit je einer Wache der Berufsfeuerwehr, denen jeweils Einheiten der Freiwilligen Feuerwehr zugeordnet sind. Da die Stadt durch die Flüsse Rhein und Mosel in drei Gebiete geteilt ist, die durch verkehrlich belastete Brücken miteinander verbunden sind, soll die dezentrale Struktur der Standorte das Erreichen von 90 Prozent der Einsatzstellen innerhalb der vorgeschriebenen Einsatzgrundzeit von 10 Minuten ermöglichen. Im Jahr 2017 wurden knapp 82 Prozent der Einsätze innerhalb der Einsatzgrundzeit erreicht.:277 Seit 2018 werden zu jeder Tageszeit Einheiten der Freiwilligen Feuerwehr zu zeitkritischen Einsätzen hinzualarmiert.

#### Wachbezirk Mitte
Der Wachbezirk Mitte erstreckt sich rechts der Mosel und links des Rheins um die Wache 1 im Stadtteil Rauental.

#### Wachbezirk Rechte Rheinseite
Die Feuerwache 2 für den Bezirk Rechte Rheinseite ging am 1. Oktober 2021 in Betrieb. Sie entstand im Jahr 2018, mit erstem Spatenstich 2020, am Gertalis-Schohs-Weg nahe der Friesenstraße in Niederberg (⊙).
Als Wachmannschaft sind 32 Feuerwehrleute stationiert, die im Schichtdienst mit jeweils mit einer Staffel (6 Einsatzkräfte) ein Hilfeleistungslöschgruppenfahrzeug besetzen. Die vorherige Reservedrehleiter von der Wache Rauental, die Höhenrettungsgruppe, Messfahrzeug und Material für den Gefahrguteinsatz sowie weitere Fahrzeuge sind hier stationiert. Um die enge Zufahrt zur Jugendherberge und Festung Ehrenbreitstein befahren zu können, wird ein kompaktes Löschfahrzeug vorgehalten; seit 2022 ist dies das ehemalige TSF-W der Einheit Arzheim, vorher war es ein älteres Klein-Tanklöschfahrzeug. Die Beschaffung eines neuen HLF 20 wurde 2020 ausgeschrieben.:67

#### Wachbezirk Nord
Der Wachbezirk Nord deckt alle Stadtteile linksseitig der Mosel, die Autobahn 61 und Autobahn 48 sowie die Bundesstraße 9 ab.
Die Feuerwache 3 für den Bezirk Nord besteht ging am 1. Oktober 2023 in Betrieb. Sie entstand ab Mitte 2021 auf einem städtischen Grundstück von 8600 m² Fläche im „Dienstleistungszentrum Bubenheim/B9“ an den Straßen Bubenheimer Bann und Johann-Baulig-Straße (⊙). Zeitgleich wurde eine Halle für das zentrale städtische Hochwasserlager errichtet. Zu einem späteren Zeitpunkt soll der Neubau der Integrierten Leitstelle für den Rettungsdienstbereich Koblenz folgen.:69
Als Wachmannschaft sind 32 Feuerwehrleute stationiert, die im Schichtdienst mit jeweils mit einer Staffel (6 Einsatzkräfte) ein Hilfeleistungslöschgruppenfahrzeug, eine Drehleiter und einen Rüstwagen besetzen können. Beschafft wurden eine neue Drehleiter, die im Mai 2023 präsentiert wurde, und ein neues HLF 20.:308–309

### Facheinheiten

#### Höhensicherung
Bei der Berufsfeuerwehr steht auf der Wache 2 eine Höhenrettungsgruppe zur Verfügung. Sie entstand 2023 aus der vorherigen Höhensicherungsgruppe und soll bis Jahresende 2023 für die Windenrettung in Zusammenarbeit mit der Hubschrauberstaffel der Polizei am Flugplatz Koblenz-Winningen weitergebildet werden.
Für die Gruppe sollte im Jahr 2022 ein Mannschaftstransportfahrzeug neu beschafft werden.:291

#### Wasserrettung
Jede diensthabende Wachabteilung kann vier Feuerwehrtaucher einsetzen. Die Landesfacheinheit kann im gesamten nördlichen Rheinland-Pfalz für Einsätze angefordert werden und bei Bedarf auf die Hubschrauberstaffel der Polizei am Flugplatz Koblenz-Winningen zurückgreifen. Der Tauchergruppe steht ein spezielles Einsatzfahrzeug 4x4 mit einem Schlauchboot auf Anhänger zur Verfügung. Für diesen Gerätewagen Wasserrettung von 2004 ist Ersatz durch ein gleichartiges Neufahrzeug vorgesehen.:306

### Integrierte Leitstelle
Die integrierte Leitstelle des Amtes für Brand- und Katastrophenschutz wird, neben 12 Mitarbeitern der Berufsfeuerwehr, durch 15 Mitarbeiter des Deutschen Roten Kreuzes besetzt. Sie koordiniert jährlich rund 150.000 Einsätze und ist neben der Stadt Koblenz auch für die Landkreise Ahrweiler, Cochem-Zell und Mayen-Koblenz mit insgesamt rund 512.000 Einwohnern zuständig. In Zukunft soll die Zuständigkeit auf den Rhein-Hunsrück-Kreis ausgedehnt werden und erstreckt sich dann über rund 630.000 Einwohner.:68
Die Leitstelle ist für die Koordination des Rettungsdienstes und für die Erstalarmierung der Freiwilligen Feuerwehren und Katastrophenschutzeinheiten der beteiligten Landkreise zuständig; sie bildet die Einsatzleitstelle für den Brand- und Katastrophenschutz der Stadt Koblenz. Die Leitstellentechnik umfasst im Wesentlichen neun Einsatzleitplätze sowie fünf Ausnahmeabfrageplätze für die Abwicklung von Großschadenslagen.
Die seit dem Jahr 2011 bei der Berufsfeuerwehr im Rauental untergebrachte Leitstelle wird perspektivisch in einem Neubau auf dem Gelände der Feuerwache 3 angesiedelt. Die ständig steigende Zahl von Notrufen, die geplante Erweiterung des Zuständigkeitsbereichs, der damit höhere Bedarf an Mitarbeiterinnen und Mitarbeitern, die fehlende Erweiterbarkeit des bisherigen Gebäudes und die Hochwassergefährdung des Geländes werden als Hauptgründe genannt.

### Löschboot

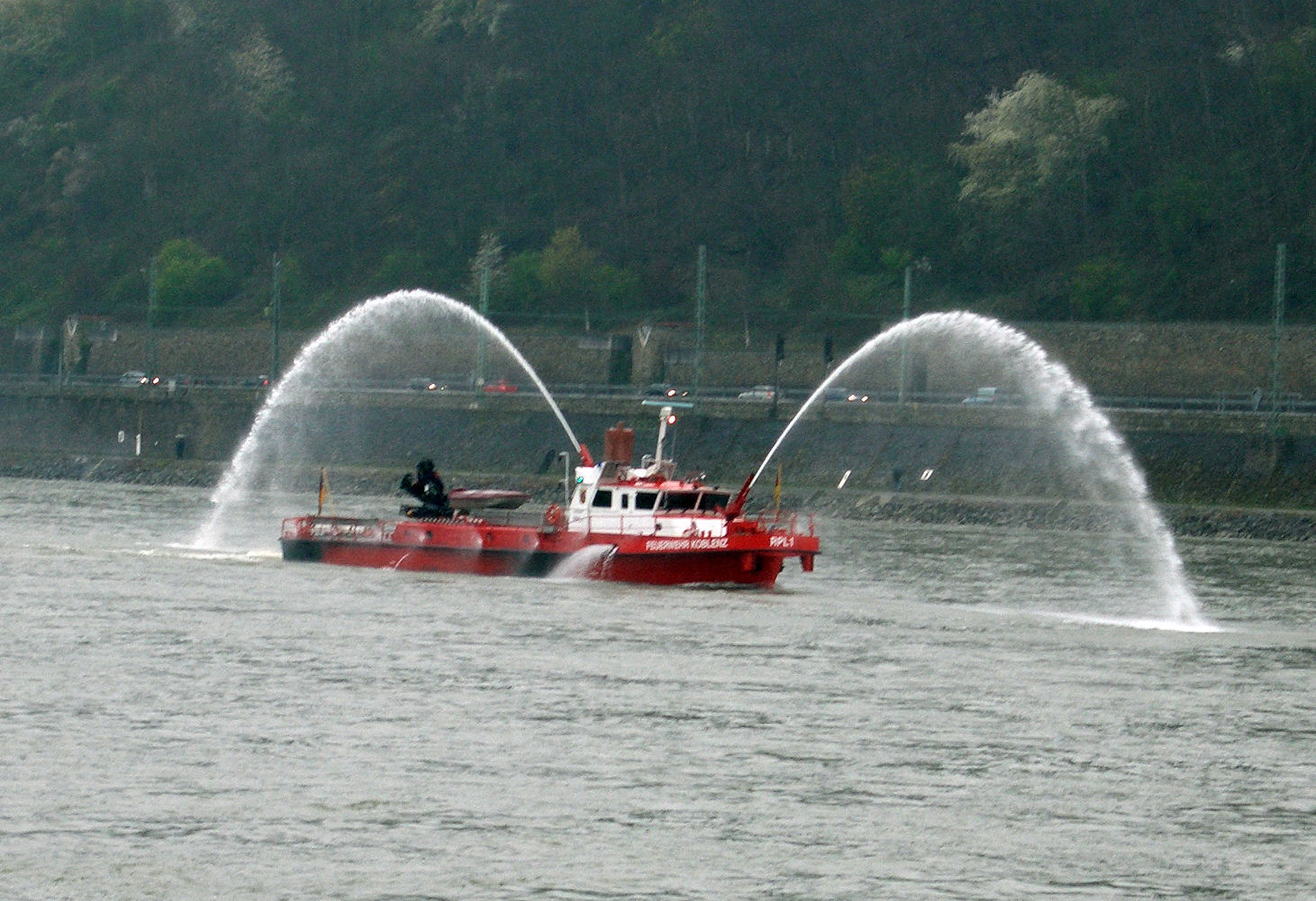
Das Feuerlöschboot „Rheinland-Pfalz I“ der Feuerwehr Koblenz auf dem Rhein

Das Feuerlöschboot „Rheinland-Pfalz I“ wurde am 14. Oktober 1975 der Feuerwehr Koblenz übergeben. Das vom Land Rheinland-Pfalz in Auftrag gegebene Boot wurde von der Rheinwerft Mainz-Mombach gebaut. Die Baukosten betrugen 2,3 Mio. DM, hinzu kamen nochmal ca. 400.000 DM für die Ausrüstung und den weiteren Ausbau.
Das Boot hat zwei je 1000 PS starke Motoren und erreicht damit eine maximale Geschwindigkeit von 45 km/h flussabwärts sowie 35 km/h flussaufwärts. Es ist 30 Meter lang und 5,5 Meter breit. Die beiden Feuerlöschpumpen versorgen die Monitoren zu je 6000 l/min. wahlweise mit Löschwasser oder Löschschaum. Die Pumpen können auch zum Lenzen mit einer Leistung von 13000 l/min. eingesetzt werden. Zusätzlich ist ein Schleppen oder Schieben anderer Wasserfahrzeuge möglich. Es ist ebenfalls mit einer Flutlichtanlage, Radar und Echolot sowie einem Beiboot mit Außenbordmotor ausgestattet. Ein Umbau erfolgte in den Jahren 1997/1998. Man legte beim Bau besonderen Wert auf Schnelligkeit und Manövrierfähigkeit. Das am nördlichsten stationierte Feuerlöschboot des Landes operiert auf der Mosel und auf dem Rhein regulär bis zur Landesgrenze nach Nordrhein-Westfalen, bei Bedarf aber auch über diese hinaus.

### Großraumrettungswagen
Auf der Feuerwache ist ein Großraumrettungswagen stationiert, dessen Fahrer von der BF Koblenz gestellt wird. Im Rahmen der zivilmilitärischen Zusammenarbeit wird das Fahrzeug auch von der Bundeswehr genutzt, um im Rahmen von MedEvac zurückgeführte Soldatinnen und Soldaten zum Beispiel in das Bundeswehr-Zentralkrankenhaus zu überführen.

## Freiwillige Feuerwehr

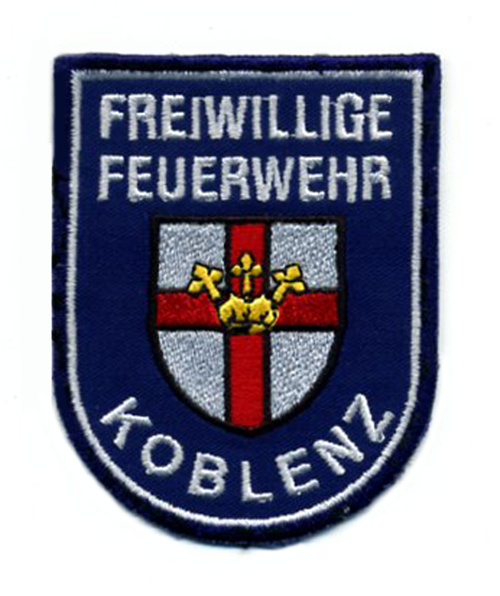
Ärmelabzeichen FF Koblenz neuer Art

Die Freiwillige Feuerwehr setzt sich aus insgesamt zehn Einheiten mit jeweils eigenem Ausrückebereich zusammen. Mit der Neuausrichtung der Feuerwehr Koblenz sind sie seit 2019 drei Wachbezirken zugeordnet. Sie wiesen zum 5. Mai 2022 eine Stärke von 20 weiblichen und 284 männlichen Aktiven auf.
Neun Einheiten unterhalten in ihren jeweiligen Stadtteilen eigene Feuerwehrhäuser, dies sind Ehrenbreitstein, Horchheim, Karthause, Lay, Güls, Rübenach, Bubenheim, Arzheim und Arenberg/Immendorf. Hinzu kommt die Einheit Wache Nord, welche seit 2013 am Standort Wallersheim für die Stadtteile Lützel, Neuendorf, Kesselheim und Metternich zuständig ist.
Die Freiwilligen Feuerwehren werden in der Regel zur Unterstützung der Berufsfeuerwehr alarmiert und sind für ihre zugewiesene Ausrückebereiche zuständig. Bis zur Umsetzung des Mehrwachen-Konzepts existierte eine wöchentlich wechselnde Bereitschaft, in der bei Großschadensereignissen zwei eingeteilte Einheiten als Reserve-Löschzug zum Besetzen der Hauptfeuerwache nachalarmiert werden.
Nach der Eingemeindung der umliegenden Dörfer in den frühen 1970er Jahren wurden die bis dahin selbstständigen Feuerwehren von Güls, Rübenach, Bubenheim, Kesselheim, Arenberg, Immendorf, Arzheim, Stolzenfels und Lay in die Freiwillige Feuerwehr Koblenz eingegliedert.

### Einheiten der Freiwilligen Feuerwehr
Fahrzeugliste mit Ausgangsstand Dezember 2014, seitdem ergänzt wie angegeben. Nummerierung und Zuordnung zu Wachbezirken seit März 2019. Aktive Mitglieder im Einsatzdienst mit Stand 5. Mai 2022.

#### Wachbezirk Mitte
Einheit 11: Koblenz-Karthause

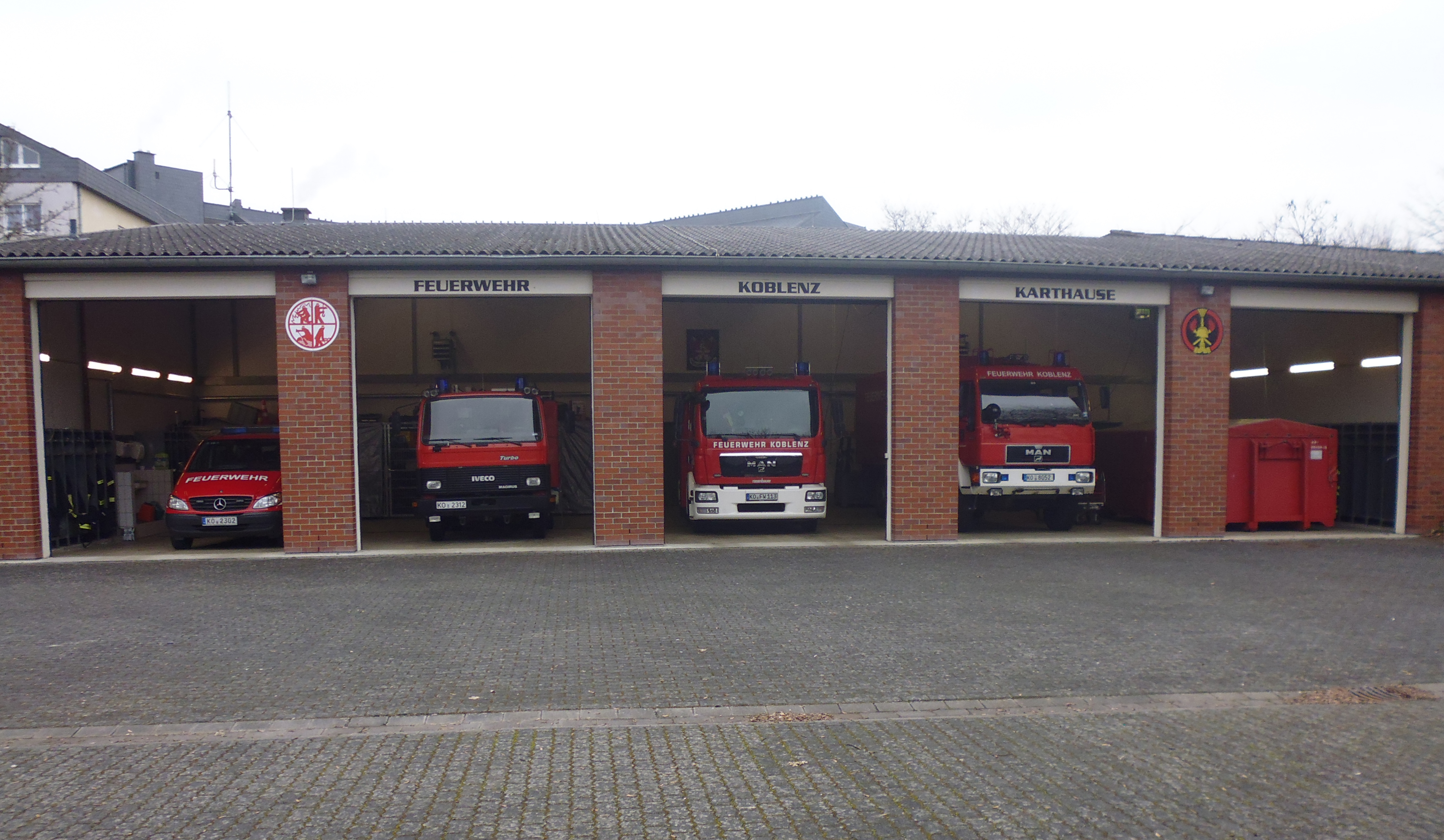
FF Koblenz-Karthause 2017

- 1 LF 20 KatS IVECO (seit Mai 2022; Beschaffung durch Stadt 2020 ausgeschrieben[20]:67)
- 1 TLF 16/25 (seit Dezember 2020; vorher Einheit Ehrenbreitstein)
- 1 Dekon P MAN 4x4
- 1 MTF Ford Transit Custom (seit September 2021)

Die Einheit 11 hatte 34 aktive Mitglieder im Jahr 2022. Im Jahr 1956 aufgestellt, erhielt die FF Karthause als erstes Löschgerät einen Tragkraftspritzenanhänger (TSA) zugewiesen. Da keine geeignete Liegenschaft zur Verfügung stand, zog die Löschgruppe notgedrungen in eine Wachkasematte des Löwentors der Feste Kaiser Alexander ein. In diesen beengten Verhältnissen musste die Einheit bis zum Jahr 1992 erfolgten Neubau des Feuerwehrhauses in der Simmerner Straße verbleiben. In der Zwischenzeit war der TSA durch zwei Löschfahrzeuge aus dem Zivilschutzprogramm (TLF 8/8 auf Unimog 404) ersetzt worden. Aus Platzmangel waren diese Fahrzeuge auf der Feuerwache abgestellt. Es folgte ein LF 16-TS auf MB 1113, dann ein LF 16-TS auf IVECO. Zeitweise verfügte die Einheit über einen GW 1 aus Beständen des THW (GKW 72). Dazu kam ein MTF VW T3.
Einheit 12: Koblenz-Lay
- 1 LF 8/6 MB
- 1 MTF Ford Transit Custom (seit 2018)

Die Einheit 12 hatte 29 aktive Mitglieder im Jahr 2022.
Einheit 13: Koblenz-Horchheim
- 1 MLF MAN
- 1 MTF MB
- 1 RTB
- 1 AH-Strom

Als Ersatz für den abgängigen Rüstwagen von 1986 soll ein gleichwertiges Fahrzeug beschafft werden.:307
Die Einheit 13 hatte 22 aktive Mitglieder im Jahr 2022. Für die Einheit Horchheim ist der Neubau eines Feuerwehrhauses geplant, um das zu kleine Feuerwehrhaus Collgasse von 1959 abzulösen. Wurde zunächst ein Grundstück von 1250 m² Fläche im Bereich Alte Heerstraße und Im Keitenberg betrachtet,:66 wurde mit Stand 2022 aufgrund von im Bauleitplanverfahren zutage getretenen Hindernissen ein Grundstück an der Emser Straße neben der Südbrücke bevorzugt.

#### Wachbezirk Rechte Rheinseite

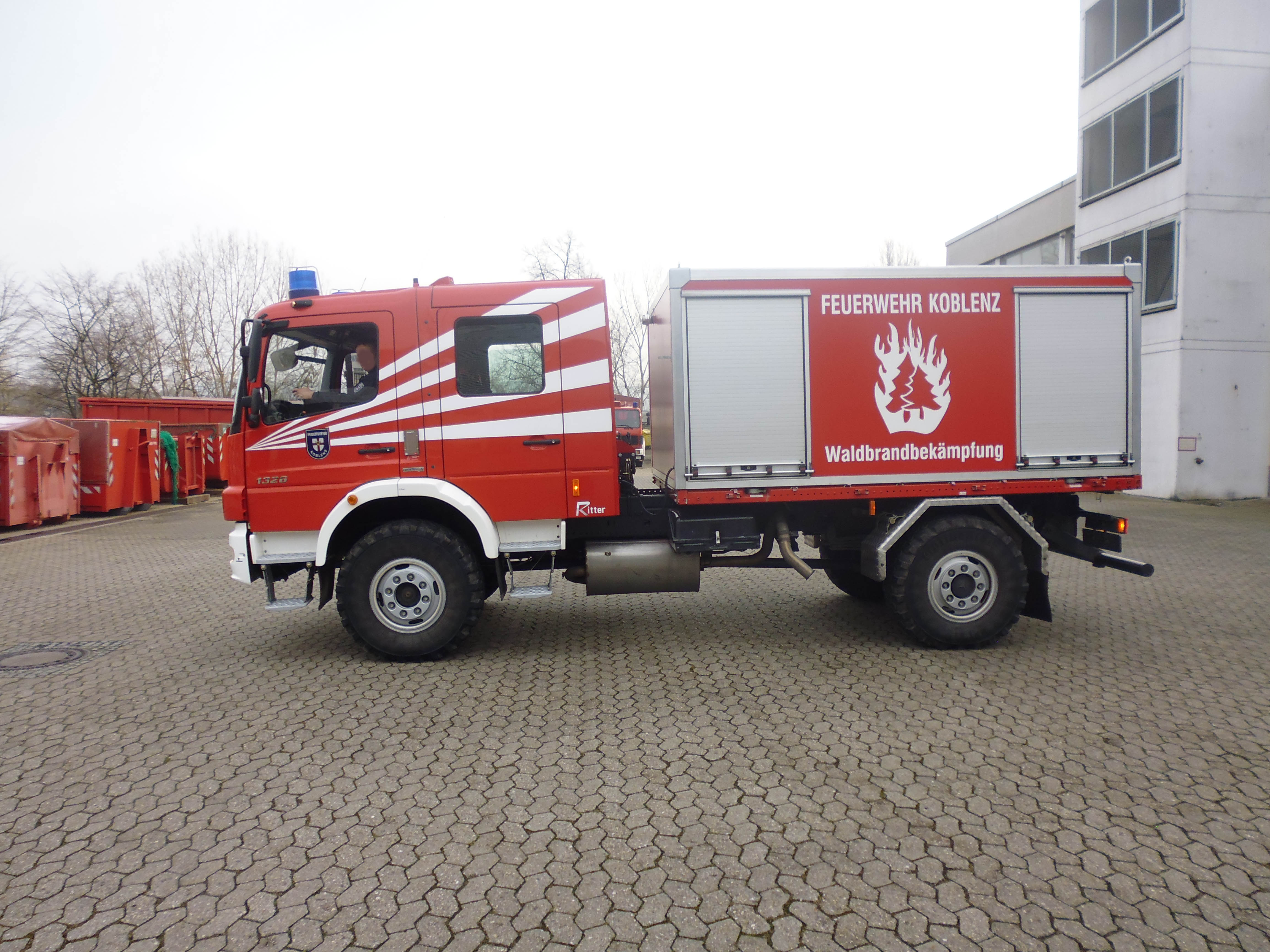
TLF Waldbrandbekämpfung, seit 2018 bei der Einheit Arenberg/Immendorf stationiert

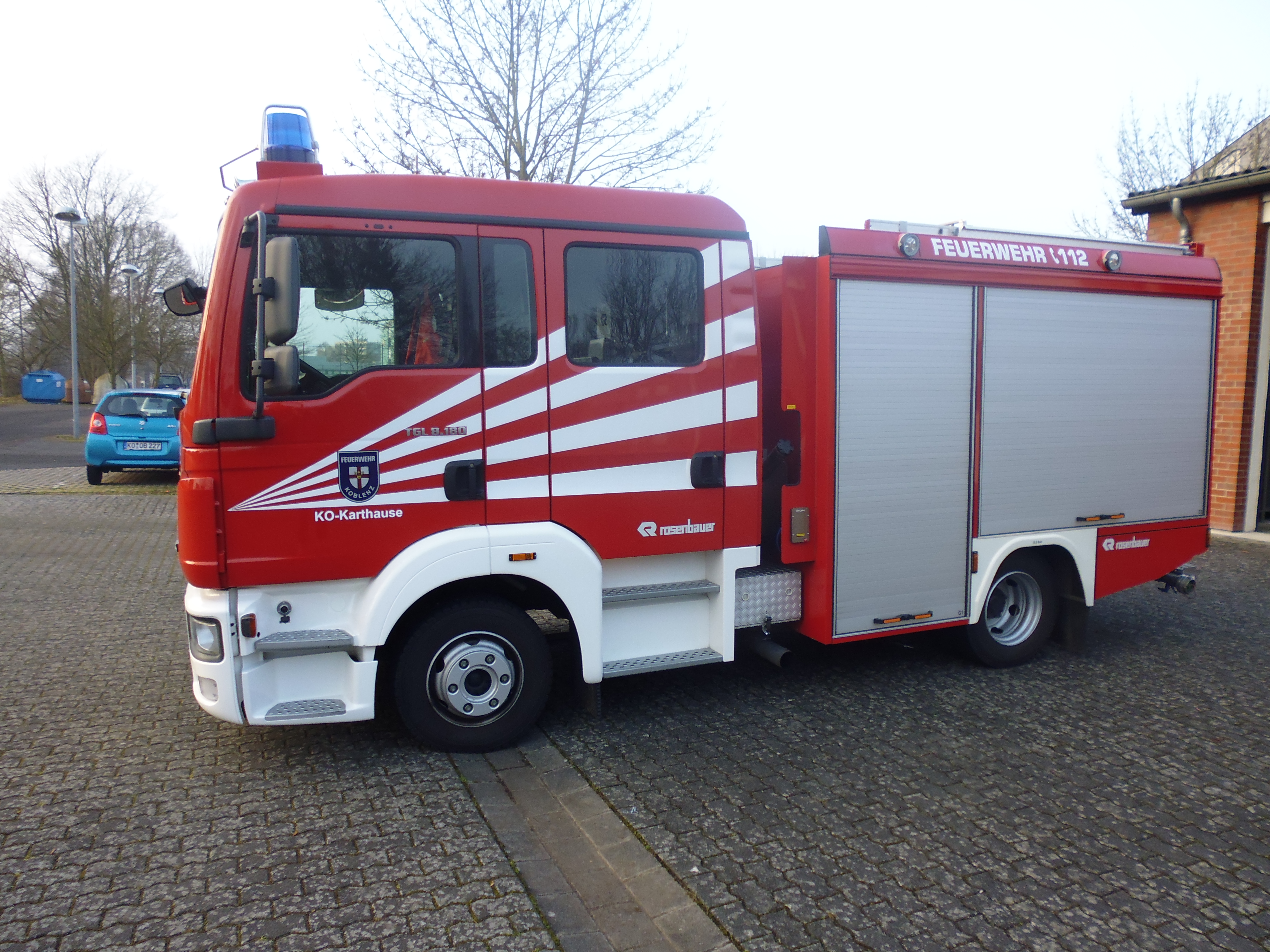
MLF 10/6 der FF Koblenz-Arzheim, abgebildet als Fahrzeug der FF Koblenz-Karthause

Einheit 21: Koblenz-Arenberg/Immendorf
spezialisiert auf Vegetationsbrandbekämpfung
- 1 HLF 10 IVECO (seit 2023, Aufbauhersteller ist Magirus in Ulm)[35]
- 1 TLF-Wald MB (seit Juli 2018)
- 1 MTF Renault Trafic
- 1 MZF Unimog (als Zugfahrzeug für Anh LiMa)
- Lichtmastanhänger

Die Beschaffung des 2023 ausgelieferten HLF 10 als Ersatz für das abgängige HLF 16/12 war 2019 beschlossen worden.:306
Die Einheit 21 hatte 40 aktive Mitglieder im Jahr 2022. 
Einheit 22: Koblenz-Arzheim
- 1 MLF MAN (seit Mai 2022; vorher seit November 2014 bei Einheit Karthause)
- 1 VW Caddy für die Jugendfeuerwehr

Die Einheit 22 hatte 20 aktive Mitglieder im Jahr 2022.
Einheit 23: Koblenz-Ehrenbreitstein
- 1 MLF MB mit Adik-Aufbau (seit Dezember 2020; vorher Einheit Wache Nord)
- 1 MTF Ford Transit (seit Mai 2018)
- 1 RTB
- 1 AH-Strom

Die Einheit 23 hatte 22 aktive Mitglieder im Jahr 2022.

#### Wachbezirk Nord
Einheit 31: Koblenz-Bubenheim
- 1 MLF MAN

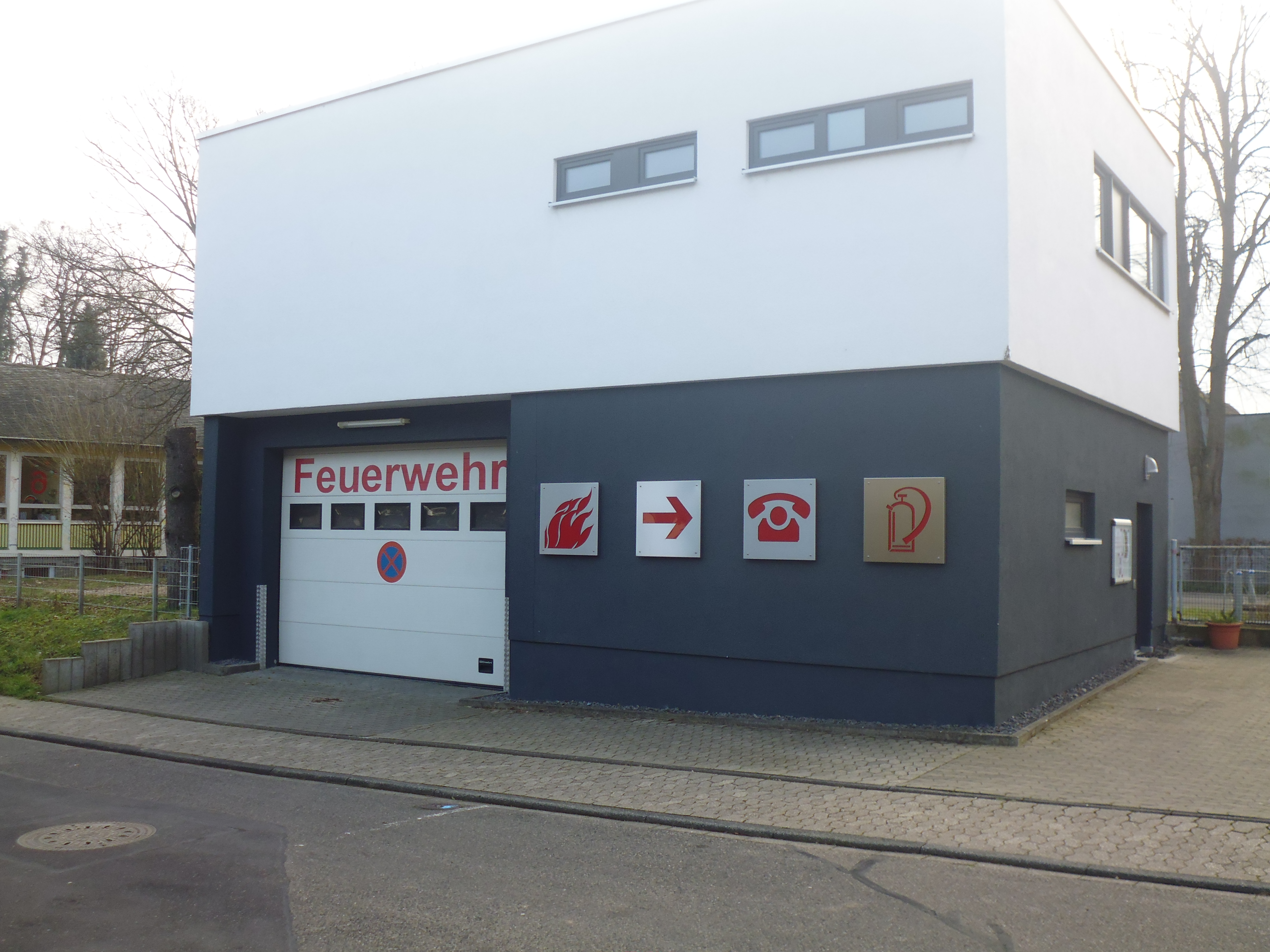
Feuerwehrhaus der FF Koblenz-Bubenheim

Die Einheit 31 hatte 22 aktive Mitglieder im Jahr 2022.
Einheit 32: Koblenz-Rübenach
- 1 MLF-TH MAN
- 1 KLAF IVECO (Zusatz- / ergänzende Beladung zum MLF)

Das ehemalige LF 8/6 wurde an die BF übergeben und wird dort als Ausbildungsfahrzeug genutzt. Ebenfalls wurde der RW zu einem MZF umgebaut, das bedeutet, dass der Geräte-„Block“ abmontiert wurde und eine Pritsche drauf montiert wurde.
Die Einheit 32 hatte 32 aktive Mitglieder im Jahr 2022.
Einheit 33: Koblenz Wache Nord
- 1 HLF 10 IVECO (seit März 2022[41])
- 1 LF KatS (Bund; seit Oktober 2020[42])
- 1 SW 2000 Tr MAN
- 1 MTF Renault Trafic
- 4 RTB

Für den Schlauchwagen von 1996 soll im Jahr 2022 ein allradgetriebenes MZF 2 ersatzbeschafft werden.:310. Das HLF 10 wurde als Ersatz für das HLF 16/12 MAN von 2003 durch Ausschreibung 2020:304:66 beschafft, welches daraufhin in den Ausbildungsbetrieb wechselte.
Die Einheit 33 hatte 41 aktive Mitglieder im Jahr 2022. Die Einheiten Kesselheim (7), Neuendorf (15) und Metternich (19) wurden 2013 zusammengelegt und im neu erbauten Feuerwehrhaus Koblenz Nord in der Rudolf-Diesel-Straße untergebracht. Die danach bis 2019 verwendete Einheitsnummer (2) wurde dabei von der aufgelösten Einheit Stadtmitte übernommen.
Einheit 39: Koblenz-Güls
- 1 HLF 10 IVECO (seit Januar 2017)
- 1 MTF Ford Transit Custom (seit 2018)

Die Einheit 39 hatte 31 aktive Mitglieder im Jahr 2022.

### Aufgelöste Einheiten

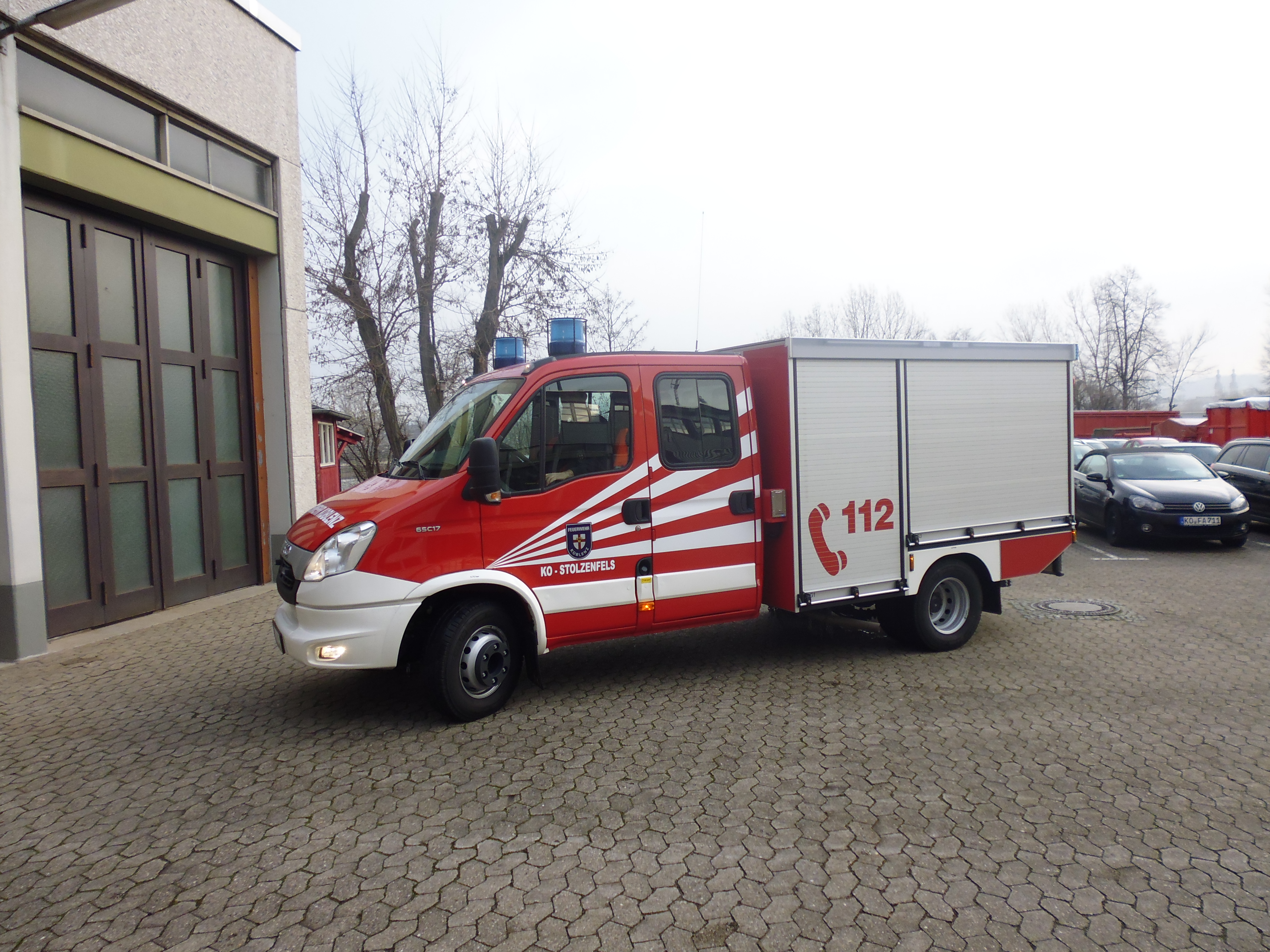
Das letzte Fahrzeug der aufgelösten Einheit Stolzenfels

Freiwillige Feuerwehr Koblenz-Stadtmitte und Koblenz-Metternich
Nach Aufstellung der Berufsfeuerwehr 1910 bestand die ursprüngliche Einheit als Freiwillige Feuerwehr Koblenz-Stadtmitte weiter. Als die Berufsfeuerwehr im Jahr 1973 die neue Feuerwache in der Schlachthofstraße bezog, wurde die Einheit Stadtmitte zunächst in einem Provisorium in der ehemaligen Langemarck-Kaserne untergebracht, um dann ihr Domizil in die ehemalige Station der Gendarmerie in der Trierer Straße in Koblenz-Metternich zu verlegen. Die ursprüngliche, 1907 gegründete, Freiwillige Feuerwehr Koblenz-Metternich war Anfang der 1970er Jahre eingegangen.
Die Einheit übernahm die Aufgabe der Verpflegung der Einsatzkräfte bei Großschadensereignissen. Nach dem Jahr 1994 teilte sich die Einheit in eine Löschgruppe (Freiwillige Feuerwehr Koblenz-Metternich) und in eine Verpflegungsgruppe (Freiwillige Feuerwehr Koblenz-Stadtmitte). Bis dahin stand an Ausrüstung zur Verfügung:
- 1 Küchenwagen MB 408 Kasten, später ersetzt durch einen MB 1113 als GW 1 aus Beständen des THW (GKW 72), der dann zuletzt von einem Mitsubishi Fuso Canter mit Pritsche und Plane abgelöst wurde.
- 1 Feldküchenanhänger (Katastrophenschutzausstattung)
- 1 LF 16-TS auf MB 1113
- 1 MTF VW T3[44]

Die Einheit Stadtmitte verlegte ihren Standort in die Feuerwache der Berufsfeuerwehr. Diese älteste noch existierende Feuerwehr der Stadt wurde 2011 aufgelöst. Die zurückbleibende Löschgruppe Metternich übernahm die Jugendfeuerwehr und führte die Tradition der Einheit Metternich fort. Im Jahr 2013 wurde die Liegenschaft im Wahlsweg 3 aufgegeben und die Einheit in die neue Feuerwache Nord verlegt.
- Einheit 16 (Fernmelden und Telekommunikation)

Die Einheit 16 war auf der Hauptfeuerwache stationiert und u. a. verantwortlich für die Telekommunikation bei Groß(schadens)ereignissen, so besetzte sie z. B. die Abschnittsleitstellen bei Hochwasser.
- Freiwillige Feuerwehr Koblenz-Neuendorf

Ursprünglich als Freiwillige Feuerwehr Koblenz-Rauental aufgestellt, war sie in der Hauptfeuerwache untergebracht. Daran änderte sich auch nach der Umbenennung und der Verlagerung des Einsatzbereiches nichts. Mehrere Versuche, die Einheit im Stadtteil Neuendorf zu etablieren, scheiterten aus unterschiedlichen Gründen. Seit 2013 ist die Einheit in der Feuerwache Nord stationiert.
- Freiwillige Feuerwehr Koblenz-Stolzenfels

Die Einheit 6 stellte ihre Dienstbereitschaft zum Jahresende 2018 ein. Als Grund wurden die mangelnde Dienstfähigkeit und eine zu geringe Mitgliederzahl genannt. Der überwiegende Teil der zuletzt 11 Feuerwehrangehörigen wohnte und arbeitete außerhalb der Stadt und stand für Einsätze tagsüber nicht zur Verfügung. Zum Zeitpunkt der Auflösung besaß die Einheit folgende Ausrüstung:
- 1 TSF-W (ab 2015; nach Auflösung als stadtweites Reservefahrzeug vorgehalten)
- 1 RTB

### Beförderungsrichtlinien bei der Freiwilligen Feuerwehr
Gemäß den Vorgaben durch das Amt für Brand- und Katastrophenschutz der Stadt Koblenz sind Beförderungen bei der Freiwilligen Feuerwehr vom Ausbildungsstand bzw. vom Dienstalter abhängig und wie folgt geregelt:
| Feuerwehrmann/frau-Anwärter/in | Bei Eintritt in die Feuerwehr, oder bei Übernahme aus der Jugendfeuerwehr             |
| Feuerwehrmann/frau             | Nach erfolgreichem Abschluss der Truppmannausbildung (Teil 1 und 2)                   |
| Oberfeuerwehrmann/frau         | Zwei Jahre nach Beförderung zum/zur Feuerwehrmann/frau                                |
| Hauptfeuerwehrmann/frau        | Nach erfolgreichem Abschluss der Truppführerausbildung                                |
| Löschmeister/in                | Fünf Jahre nach der Beförderung zum/zur Hauptfeuerwehrmann/frau                       |
| Oberlöschmeister/in            | Fünf Jahre nach der Beförderung zum/zur Löschmeister/in                               |
| Hauptlöschmeister/in           | Fünf Jahre nach der Beförderung zum/zur Oberlöschmeister/in                           |
| Brandmeister/in                | Nach erfolgreichem Abschluss des Gruppenführerlehrganges (unabhängig vom Dienstalter) |
| Oberbrandmeister/in            | Nach erfolgreichem Abschluss der Zugführerausbildung                                  |
| Hauptbrandmeister/in           | Nach erfolgreichem Abschluss der Ausbildung „Führer von Verbänden“                    |

## Jugendfeuerwehr
Im Jahr 1982 wurden bei den Freiwilligen Feuerwehren Koblenz-Stadtmitte und Koblenz-Kesselheim die beiden ersten Jugendfeuerwehrgruppen aufgestellt. Nachdem die Jugendfeuerwehr Ende der 1990er Jahre über 12 Einheiten mit ca. 140 Mitgliedern verfügte, verringerte sich der Bestand wieder etwas, da zwei Einheiten zusammengelegt wurden, eine Feuerwehr kein Interesse an der Weiterführung der Jugendfeuerwehr hatte und zwei wegen Personalmangel aufgelöst werden mussten. Nach einer Neugründung bestand die Jugendfeuerwehr der Stadt Koblenz aus zunächst 10, später 7 Gruppen mit ca. 100 Angehörigen. Im Jahr 2022 gab es bei acht Freiwilligen Feuerwehren Jugendfeuerwehr-Gruppen mit insgesamt 93 Mitgliedern.

## Musikzug
Der Freiwilligen Feuerwehr ist ein Musikzug angeschlossen, der unter dem Namen „Feuerwehrorchester Koblenz-Lay“ firmiert. Bis 2018 trug der Musikzug den Namen „Jugendfeuerwehrkapelle Lay“. Das Repertoire kann als anspruchsvoll bezeichnet werden, es erfolgten bereits Auftritte im Auftrag der Rheinland-Pfälzischen Landesregierung.

## Sonstige Feuerwehren im Stadtgebiet
Die Firma Novelis (früher Kaiser Aluminium) unterhält eine eigene Werkfeuerwehr mit 18 hauptamtlichen und 62 freiwilligen Kräften. Fahrzeugbestand:
- 1 × ELW (Mercedes-Benz Vito)
- 1 × SLF2 28/40  (Mercedes-Benz Antos)
- 1 × SLF1 16/8 1-CAFS (IVECO)
- 1 × TLF 8/16 (Mercedes-Benz)

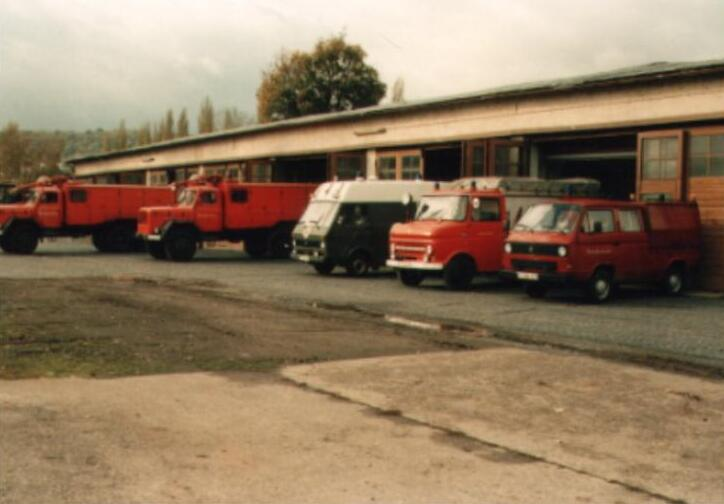
Die Bundeswehr-Feuerwehr um 1990

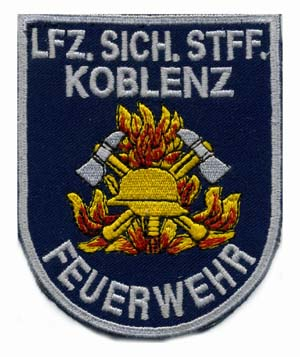
Internes Abzeichen der Bundeswehr Feuerwehr (Luftfahrzeug-Sicherungsstaffel)

Die Bundeswehr unterhielt eine Feuerwehr mit zwei hauptamtlichen und 42 freiwilligen Kräften bei der Wehrtechnischen Dienststelle für Pionier und Truppengerät (vormals Erprobungsstelle 51) in Koblenz-Metternich. Diese bestand zuletzt nur noch aus einer Staffel zur Sicherung bei Hubschrauberlandungen und zur Wahrnehmung des vorbeugenden Brandschutzes. Sie wurde inzwischen aufgelöst. Ehemaliger Fahrzeugbestand:
- 3 × TLF 16/38 (Magirus-Deutz Jupiter 6x6 mit Flugfeldaufbau)
- 1 × TroTLF 1000 250 P (Unimog U 1300 L)
- 1 × TroLF 1500 P (DB LG 315 4x4 mit Spezialaufbau)
- 1 × TroLF 750 P (Unimog S 404 mit Spezialaufbau)
- 1 × GW Ölwehr (Opel Blitz mit Spezialaufbau)
- 1 × VRW (VW T3 synchro Doppelkabine und Geräteaufbau über der Pritsche)
- 1 × Rettungswagen VW LT 35

## Stadtfeuerwehrverband
Im Stadtfeuerwehrverband Koblenz e. V., der im Jahr 1985 gegründet wurde, sind alle Angehörigen der Feuerwehr organisiert. Auch die Werkfeuerwehr von Aleris ist angeschlossen. Aufgabe des Stadtfeuerwehrverbandes ist die Betreuung und Förderung der Feuerwehren der Stadt Koblenz und ihrer Jugendgruppen. Weiterhin wird im Brand- und Katastrophenfall die Zusammenarbeit mit den anderen Hilfsorganisationen gewährleistet.